# Resolutie 552 Veiligheidsraad Verenigde Naties
Resolutie 552 van de Veiligheidsraad van de Verenigde Naties werd met dertien stemmen voor en twee onthoudingen (Nicaragua en Zimbabwe) aangenomen op 1 juni 1984.

## Achtergrond
Tussen 1980 en 1988 waren Irak en Iran in een bloedige oorlog verwikkeld. Toen Iran begin 1982 de bovenhand haalde besloot het Irak — dat de oorlog was begonnen — binnen te vallen om er enkele heilige steden te veroveren. In Irak stootten ze echter op hevig verzet van een ingegraven vijand en het offensief mislukte. In 1983 ging Iran weer zwaar in de aanval, maar opnieuw zonder succes. Het gehavende Irak wilde terug vrede sluiten, maar Iran weigerde dat.
De vastgelopen oorlog verplaatste zich onder meer naar de Perzische Golf. In 1984 viel Irak Iraanse olietankers, aan waarna Iran tankers aanviel die met Iraakse olie van Koeweit kwamen of van landen die Irak steunden. De meeste aanvallen werden door Iran uitgevoerd op Koeweitse tankers. Eind 1986 vroeg Koeweit om bescherming en in 1987 gingen de Koeweitse tankers onder de Amerikaanse vlag varen. Daardoor kwam een aanval op zo'n tanker neer op een aanval tegen de Verenigde Staten, waardoor die de aanval mochten vergelden. Zo konden ook de inkomsten van het door de VS gesteunde Irak veilig gesteld worden.

## Inhoud
De Veiligheidsraad:
- Heeft de brief van Bahrein, Koeweit, Oman, Qatar, Saoedi-Arabië en de Verenigde Arabische Emiraten die klagen over Iraanse aanvallen op handelsschepen op weg van en naar havens in Koeweit en Saoedi-Arabië overwogen.
- Merkt op dat lidstaten hebben beloofd vreedzaam samen te leven als goede buren in overeenstemming met het Handvest van de Verenigde Naties.
- Herbevestigt de verplichtingen van lidstaten inzake het Handvest.
- Herbevestigt ook dat lidstaten geen bedreiging of geweld mogen gebruiken tegen de territoriale integriteit of onafhankelijkheid van enig land.
- Houdt rekening met het belang van de Golfregio voor de wereldvrede en haar cruciale rol in de stabiliteit van de wereldeconomie.
- Is erg bezorgd over de recente aanvallen.
- Vindt deze aanvallen een bedreiging van de veiligheid en stabiliteit in de regio en de wereldvrede.

1. Roept alle landen op het recht van vrije doorgang te respecteren.
2. Herbevestigt het recht van vrije doorgang in internationale wateren en zeeroutes naar havens van kustlanden die niet bij de vijandelijkheden betrokken zijn.
3. Roept alle landen op de territoriale integriteit van niet-betrokken landen te respecteren en verdere escalatie te vermijden.
4. Veroordeelt de recente aanvallen op handelsschepen.
5. Eist dat dergelijke aanvallen onmiddellijk ophouden en dat de schepen niet gestoord worden.
6. Beslist effectieve maatregelen te zullen overwegen om de vrije scheepvaart te garanderen als deze resolutie niet wordt nageleefd.
7. Vraagt de secretaris-generaal te rapporteren over de uitvoering van deze resolutie.
8. Besluit op de hoogte te blijven.

## Verwante resoluties
- Resolutie 522 Veiligheidsraad Verenigde Naties
- Resolutie 540 Veiligheidsraad Verenigde Naties
- Resolutie 582 Veiligheidsraad Verenigde Naties
- Resolutie 588 Veiligheidsraad Verenigde Naties

Lijst ·  546 ·  547 ·  548 ·  549 ·  550 ·  551 ·  552 ·  553 ·  554 ·  555 ·  556 ·  557 ·  558 ·  559